# Otakar Kádner
Otakar Kádner (11. května 1870 Úhonice – 6. května 1936 Poděbrady) byl pedagog, profesor a děkan Filozofické fakulty Univerzity Karlovy. Je autorem rozsáhlého díla z oblasti pedagogiky. Po Karlu Slavoji Amerlingovi a Františku Drtinovi byl třetím profesorem pedagogiky na české univerzitě.

## Život

### Původ a mládí
Byl synem učitele Františka Kádnera, který se narodil 11. srpna 1836 v Hřivicích (dnes okres Louny) Václavu Kadnerovi, rolníkovi v Hřivicích čp. 42 a jeho manželce Kateřině, roz. Cyprian. Jiří V. Klíma ve vzpomínkové knize k 50. výročí narození Otakara Kádnera uvádí, že Kádnerovi byli původem Němci ze Saska (napovídá tomu i jméno, původně Kaaden, později Kadener a Kadner, počeštěně Kádner) a do Čech přišli v době sedmileté války jako zchudlý šlechtický rod. V 18. a zejména ve století 19. v Hřivicích žilo rodin Kádnerů několik, vzdáleně si byli všichni příbuzní.
František Kádner jako prvorozený syn Václava Kadnera z Hřivic vychodil nejprve základní školu v Žatci, poté studoval na rakovnické reálce, kde maturoval ve školním roce 1852/1853. Po maturitě navštěvoval český ústav pro vzdělání učitelů v Praze a ukončil zkouškami v roce 1855. V době pražských studií byl žákem a přítelem Amerlingovým. Po dostudování nastoupil jako podučitel v Petrovicích u Rakovníka (1855–1857). Dalších sedm let (1857–1864) vyučoval na městské škole v Radnicích, tam se aktivně zapojil do spolkového a národního života. Zasloužil se o obnovení čtenářského spolku založeného v roce 1818 Antonínem Puchmajerem (nejstaršího čtenářského spolku v Čechách) a knihovny.
Z Radnic přešel učit do Úhonic (1864–1872), zde založil čtenářský a pěvecký spolek a zapojil se také velmi účinně do společenského života. V Úhonicích se 22. října 1866 oženil s Marií Strnadovou z Úhonic (* 24. srpna 1840), dcerou místního řídícího učitele Jana Strnada a Kláry, roz. Dekarové. Jako třetí ze sedmi dětí se 11. května 1870 v úhonické škole narodil syn Otakar (na budově staré školy bývala umístěna pamětní deska).
Z Úhonic se rodina v roce 1872 stěhovala do Nebušic u Prahy (dnes Praha 6-Nebušice). I tady Kádnerovi bydlili ve škole postavené v letech 1866-1867 se dvěma třídami, bytem učitele a podučitele, učit se začalo v listopadu 1867 (navštěvovalo ji 80 dětí). Ulice nese jméno po svých obyvatelích – Kádnerova. V Nebušicích se narodili mladší sourozenci, všichni – s výjimkou syna Vladimíra – byli učiteli.

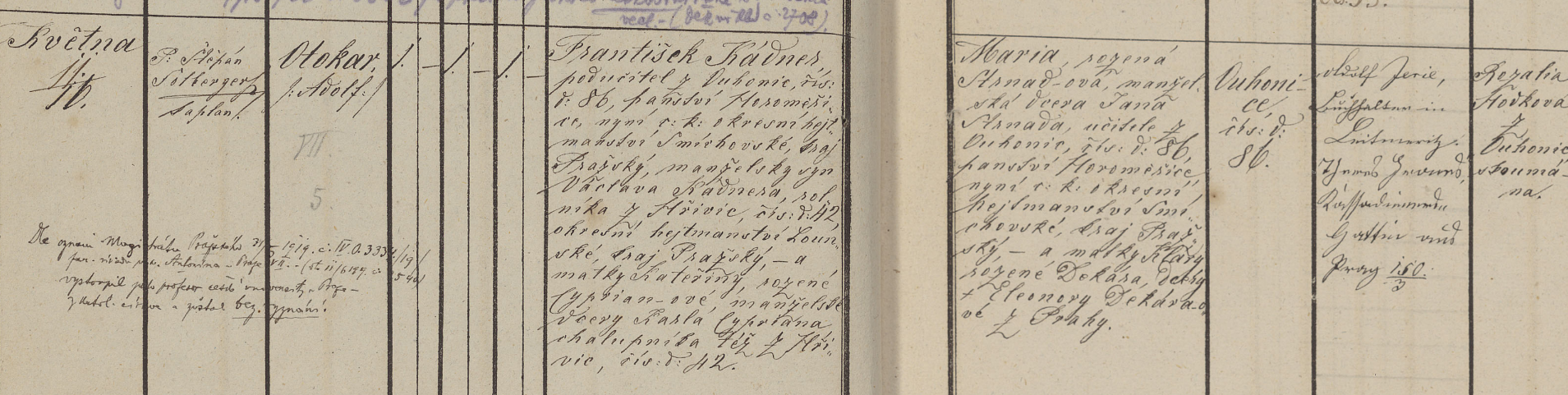
Matriční zápis narození Otakara Kádnera ze dne 11. června 1870 v Úhonicích

V Nebušicích Otakar prožíval dětská léta. Jako devítiletý hrál poprvé v kostele na varhanách (pod otcových dohledem) a současně také vítal v kostele na Jenerálce (v Nebušicích tehdy ještě kostel nestál) návštěvu arcibiskupa Bedřicha Schwarzenberga. Jako pětiletý začal chodit do školy, hned do druhé třídy. V deseti letech začal navštěvovat gymnázium v Praze na Malé Straně. Chodíval denně z Nebušic do Malostranského gymnázia v Hellichově ulici; každý den ušel 15 km. Chodil tak celé gymnázium i téměř celé vysokoškolské studium. Vysvědčení nosil celá gymnaziální studia se známkami výbornými (vždy byl na 1.–3. místě), sám později konstatoval „neměl jsem to dělat, bylo to nesmírné přetěžování“.
Gymnázium dokončil maturitou s vyznamenáním a rozhodl se pokračovat ve studiích na univerzitě klasickou filologií. Zapsané přednášky představovaly v některých týdnech 42, v jiných až 52 přednáškových hodin. Na přednášky docházel a pečlivě zapisoval.

### Akademická dráha
Disertační práci předložil s tematikou filologickou. Při studiích zastával funkci knihovníka Jednoty českých filologů a vytvořil kvarteto ze studentů klasické filologie, on hrál na violoncello. Státní zkouškou 14. prosince 1894 ukončil studia z latiny a řečtiny pro vyšší gymnázia a z češtiny pro nižší gymnázia a roku 1895 se odstěhoval do Roudnice nad Labem (již se svojí manželkou Marií, roz. Pravdovou), kde získal místo na gymnáziu.
Rigorózum z klasické filologie a starověké historie vykonal 11. prosince 1895, byl pochválen profesorem T. G. Masarykem za výbornou přípravu. Dizertační práci odevzdal z klasické filologie a 20. ledna 1896 získal titul doktora filozofie.
V Roudnici dokončil školní rok 1896/1897; po prázdninách se s rodinou stěhoval (již se synem Otakarem) do Rychnova nad Kněžnou, kde vyučoval na místním gymnáziu (zde se narodil syn Miroslav). Po Rychnově dostává místo v Pardubicích (zde se narodila dcera Květuše) a z Pardubic se přesouvá na čtyři roky do Kolína (na léta v Kolíně vzpomínal ze svých venkovských působišť nejvíce a nejraději).
1. září 1903 byl jmenován skutečným učitelem a nastoupil na gymnázium ve Dvoře Králové (zde se narodila druhá dcera Marie). Tady začal pomýšlet na habilitaci a práci Příspěvky k pedagogice experimentální předložil jako habilitační práci. Byla odmítnuta s odůvodněním, že není v Praze. Proto byl „přikázán“ nastoupit od začátku školního roku 1906/1907 v Praze na gymnáziu v Truhlářské ulici. Teprve poté byla jeho habilitační žádost přijata.
Pro docenturu měl výborné zkušenosti a předpoklady – znal z praxi všechny typy středních škol: klasické gymnázium, reálné gymnázium i reálku. Občas učil i jiné předměty vedle vlastních (latina, řečtina, čeština); učil také zeměpis, francouzštinu, němčinu, dokonce i matematiku nebo dozíral na tělesnou výchovu. Docentura mu byla potvrzena 30. dubna 1907.
Nastoupil na univerzitě okamžitě a bez jakéhokoliv přerušení vyučoval na Filozofické fakultě univerzity až do své smrti 6. května 1936. Smrt ho zastihla srdečním záchvatem při léčení v Poděbradech. Pohřeb mu vypravila univerzita, pochován je v Praze na strašnickém hřbitově.

### Pedagogické dílo
Na univerzitě v roce 1907 hned dostal významný úkol, protože profesor pedagogiky František Drtina byl zvolen poslancem říšské rady a ukončil svoje pedagogické působení. Doc. Otakar Kádner začal přednášet pedagogiku a řídit seminář a revue Pedagogické rozhledy. A začal pracovat na svém prvním stěžejním díle – šestidílných Dějinách pedagogiky.
Dějiny pedagogiky považované za jeho základní dílo chápal jako část dějin kulturního rozvoje lidstva. Jeho dílo obsahuje dějiny a organizaci školství, osobnosti pedagogů, teorii výchovy. První díl končí středověkem, druhý zahrnuje počátky novověku do konce 18. století (vyzdvihoval význam Komenského a Rousseau). Třetí díl s podnázvem Vývoj teorií pedagogických od konce století osmnáctého je rozdělen do dvou svazků. V prvním charakterizoval pedagogiku německou včetně hlasatelů nové výchovy (Goethe, Schiller, Hegel). V druhém svazku se dočítáme o pedagogice a pedagozích francouzských, švýcarských, anglických, italských, španělských, severoevropských, ruských, polských a jihoslovanských.
Dalším dílem byly třídílné Základy obecné pedagogiky (autorem věnované dvěma řídícím učitelům – otci a tchánovi).
Třetí hlavní prací je opět třídílný Vývoj a dnešní soustava školství (1. vydání vyšlo v roce 1929). V prvním díle popsal vývoj evropského školství od počátku do konce 18. století, vývoj všech kategorií škol v Rakousku-Uhersku od doby Marie Terezie do první světové války. Druhý díl je obrazem (z dnešního pohledu) meziválečného školství v Československu (podle této práce upravil kapitolu Školství v republice Československé pro X. svazek Čs. vlastivědy), třetí díl je obrazem vývoje současného stavu školství v západní, jihozápadní a severozápadní Evropě. Toto dílo již nedokončil.
Všechny podklady pro své práce studoval v originálech, dokázal číst v patnácti jazycích. Dokládá to mj. i mnoha recenzemi cizích pedagogických prací vydaných v jazycích německém, francouzském, anglickém, italském, chorvatském, slovinském nebo ruském. Znalost několika jazyků nebyla výjimkou, málokdo tehdy rozuměl jazykům slovanským včetně Slovanů jižních (slovanské jazyky ovládal všechny).
Bibliografie Otakar Kádner zpracovanou Státní pedagogickou knihovnou Komenského v Praze (dnes Národní pedagogické muzeum a knihovna J. A. Komenského v Praze) v roce 1971 obsahuje 19 bibliografických záznamů monografií (z let 1897–1938), 102 článků a 746 recenzí, referátů a drobných zpráv. Kromě toho redigoval Knihovnu pedagogických klasiků, X. svazek Osvěta Československé vlastivědy, časopis Pedagogické rozhledy (v nich byl od roku 1902 redaktorem oddílu středoškolská pedagogika a kritika spisů filosofických, od roku 1918 spoluredaktorem a v letech 1923–1932 hlavním redaktorem). Redigoval vědeckou sbírku nakladatelství Sfinx Škola vševědná a sbírku přednášek a prací Školy vysokých studií pedagogických v Praze.
Byl organizátorem založení Československého pedagogického ústavu Jana Amose Komenského v roce 1919 a stal se jeho ředitelem. Ústav působil při ministerstvu školství a národní osvěty jako samostatná instituce s úkolem připravit reorganizaci čsl. školství. Součástí ústavu byla též pedagogická knihovna, muzeum a studijní a informační oddělení. Ústav zahájil svoji činnost v roce 1919, brzy vypukly spory o kompetence, přičemž Kádner ústav v této souvislosti opustil.
Za svůj hlavní a nejdůležitější profesní úkol považoval dosažení vysokoškolského studia pro učitele všech typů a stupňů škol; byl pokračovatelem svých předchůdců Gustava Adolfa Lindnera a Františka Drtiny v tradici angažovanosti vysokoškolských učitelů ve snahách o vysokoškolské vzdělání učitelů národních a měšťanských (dnes základních) škol. Požadoval zřízení zvláštní instituce: cílem bylo vytvořit vysokou školu s rigorózním řízením a přidělováním titulu doktora pedagogiky. V roce 1921 se podařilo otevřít Školu vysokých studií pedagogických v Praze nákladem Československé obce učitelské. Školu za deset let jejího působení absolvovalo téměř 7000 posluchačů.
Otakar Kádner byl od roku 1916 členem Královské české společnosti nauk, od roku 1924 mimořádným členem a od 8. května 1926 řádným členem I. třídy (vědy filosofické, státní, právní a společenské, historie a archeologie) České akademie věd a umění.
Celoživotně kromě aktivní výuky se zabýval aktuální problematikou pedagogiky a dějinami pedagogiky založené na principu pozitivistické filozofie.

## Vzpomínky přátel a žáků
Jazykovědec a bohemista profesor Vladimír Šmilauer vzpomíná „U profesora Kádnera splněna jest skvěle přední podmínka každého silného osobního vlivu: imponuje. Není z těch profesorů, kteří dovedou originálností svých názorů, skvělým způsobem strnout za sebou exaltovanou mládež, státi se její modlou, dát se zbožňovati – to nebylo nikdy profesoru Kádnerovi cílem: ale na každém, kdo s ním se jednou setká, vymáhá si neomezený obdiv a úctu. Je to obdiv k suverénnosti, s níž ovládá obrovsky rozlehlou látku svého oboru... Zkoušející věděli přesně, co a z čeho mají studovat, věděli, že to musejí umět dobře, že je nezachrání obratnost v řeči a snaha přesunout výklad na „známější pole“; prof. Kádner je okamžitě zastavil slovy “na to jsem se neptal“ a nikoho nezachránila ani výmluva na špatnou znalost češtiny, ihned odpověděl slovy „říkejte to tedy chorvatsky [či jinak], já tomu rozumím“.
Jan Uher (vysokoškolský učitel na Masarykově univerzitě v Brně, přední činitel sokolského hnutí, člen odbojové organizace Obrana národa na Moravě; zatčen a v roce 1942 popraven v Berlíně-Plötzensee) uvádí, že „prof. Kádner dobře rozumí umění, jak okořenit život zdravým humorem. A to je něco, co k němu rázem přibližuje. Není to leptavý, zlý humor misantropa, nepřístupného dalekého života, ale laskavý humor lidský…. Nikdy neraní. Nehledá daleko, i sebe dovede s úsměvem nakreslit v situacích, v nichž hrá roli hodnou srdečného úsměvu.“
„Profesor Kádner miloval čtyři stěny své pracovny, ze které vycházel dost nerad do ostatních prostor rodinného prostředí, nechtěje se zdržovati od práce. Tím méně toužil po společnosti mimo dům. Do spolků a do zasedání jej bylo dostat nesnadno. Vyhýbal se často i zasedáním profesorského sboru pod různými záminkami a brzy z nich odcházel. V kavárně jsem sám nikdy Kádnera neviděl a marně jsem se pokoušel asi dvakrát svést jej, aby v ní chvilku poseděl. …Nelákalo jej ani cestování po vlasti. Stala se věc zcela mimořádná! Slovutný profesor, který popsal školství v desítkách států, nebyl ani na kilometr v cizině, ba ani v tom Německu, které v pedagogii tak prokoukl“.
František Kubka v knize na Na vlastní oči popisuje: „Podél žluté stěny Klementinské koleje šoural se v tu dobu – přicházeje z universitní knihovny – pan profesor Otakar Kádner s rukama složenýma na zádech. Díval se vždycky k nebesům. Tváří se podobal Rembrandtovi. Kdyby mu byli oblekli hedvábný kabátec s bílým krejzlíkem a na hlavu narazili místo plstěného klobouku sametový baret, nikdo by ho nerozeznal od slavného portrétisty ...Profesor Kádner byl jedním z těch českých učenců, kteří vykonali práci, kterou jinde nedodělávají celé akademie. ...Poslouchal jsem dva roky jeho přednášky. ...pamatuji si na jeho nadšené extempore o Komenském: ´Komenský byl a zůstane vzorem českého učitele. Pruský učitel sjednotil Německo rákoskou. Český učitel vrátí politickou a sociální svobodu českému lidu výchovným a vzdělávacím slovem….´“
Václav Příhoda ve své publikaci O. Kádner - vědecký universál uvádí, že „Kádner dělal sám práci celé generace. Srovnal jsem jej kdysi s buditeli, kteří dávali základy pro budoucí pracovníky. Profesor Kádner našel si své místo v činnosti, která mohla být konána jen mužem, který šetřil časem, zdravím i zemskými statky, pro něhož neexistovalo nic jiného mimo čtení a psaní. … Pro pedagogiku jest Kádner poslední, kdo mohl podniknout velkou synthesu, ať nevýběrnou a trochu mechanickou, ve třech obsáhlých pedagogických disciplínách.“

## Dílo
- Dějiny pedagogiky. Díl I., Do konce středověku. Vydání druhé, opravené a rozšířené. V Praze: nákladem České grafické unie a.s., 1923. iv, 282 stran.
- Dějiny pedagogiky. Díl II., Od renesance a reformace do konce století osmnáctého. Svazek II. Vydání druhé opravené a rozšířené. V Praze: nákladem České grafické unie a.s., 1923. 421 stran.
- Dějiny pedagogiky. Díl III., Vývoj theorií pedagogických od konce století osmnáctého. Svazek I. Vydání druhé, opravené a rozšířené. V Praze: nákladem České grafické unie a.s., 1923. 515 stran.
- O quantifikaci praedikatu v logice. V Rychnově n. Kn.: O. Kádner, [1898]. 31 stran.
- Příspěvky k pedagogice experimentální. V Praze: nákladem Dědictví Komenského, 1906. 167 stran. Časové otázky a rozpravy pedagogické; svazek XI. Spisů "Dědictví Komenského" čís. 62.
- Stručné dějiny pedagogiky a školství. Praha: Dědictví Komenského, 1912. 106, 2 s. Spisy Dědictví Komenského; Čís. 147.
- Vývoj a dnešní soustava školství. Díl první. V Praze: Sfinx Bohumil Janda, 1929. 549 stran. Škola vševědná; svazek 22. Nové cíle; sv. 328.
- Vývoj a dnešní soustava školství. Druhý díl. V Praze: Sfinx Bohumil Janda, 1931. 651 stran. Škola vševědná; svazek 33. Nové cíle; svazek 415.
- Vývoj a dnešní soustava školství. Třetí díl. V Praze: nákladem Českosl. obce učitelské, 1933. 500 stran.
- Vývoj a dnešní soustava školství. Díl 4, Závěrečný. Praha: Česká akademie věd a umění, 1938. 465 s. Filosofická bibliotéka; Řada I., číslo 10.
- Základy obecné pedagogiky. Díl 1-2. V Praze: Unie, 1925. viii, 918, [1] s.